# Dysmoropelia dekarchiskos
La paloma de Santa Helena (Dysmoropelia dekarchiskos) es una especie extinta de ave Columbiforme de la familia Columbidae. Es la única especie dentro del género Dysmoropelia. Era un ave no voladora endémica de la isla de Santa Helena en el Atlántico Sur. Es conocida solamente por restos fósiles del Pleistoceno tardío en el yacimiento de Sugarloaf Hill, pero se presume que fueron cazadas hasta su extinción poco después del descubrimiento de la isla, en 1502.

## Descripción
Era una paloma de gran tamaño, de unos 31 cm de longitud, con alas pequeñas en relación con el cuerpo y patas robustas, sus adaptaciones son similares a las de otros colúmbidos no voladores como el dodo, la paloma gigante de Viti Levu o el solitario de Rodrigues, aunque menos extremas. Sus rasgos morfológicos indican que está emparentada con las tórtolas del género Streptopelia.

## Etimología
El nombre del género se deriva del griego dysmoros (infelices) y pelia (paloma silvestre). El nombre de la especie se deriva del término griego dekarches (literalmente, el líder de 10 hombres), y el diminutivo masculino iskos, que literalmente significa "Pequeño Cabo", en referencia al título de Napoleón Bonaparte, quien fue exiliado a la isla de Santa Helena. 